# Pipili
Pipili (o Pipilli, Pipli) è una città dell'India di 14.263 abitanti, situata nel distretto di Puri, nello stato federato dell'Orissa. In base al numero di abitanti la città rientra nella classe IV (da 10.000 a 19.999 persone).

## Geografia fisica
La città è situata a 20° 7' 0 N e 85° 49' 60 E e ha un'altitudine di 24 m s.l.m..

## Società

### Evoluzione demografica
Al censimento del 2001 la popolazione di Pipili assommava a 14.263 persone, delle quali 7.339 maschi e 6.924 femmine. I bambini di età inferiore o uguale ai sei anni assommavano a 1.734, dei quali 933 maschi e 801 femmine. Infine, coloro che erano in grado di saper almeno leggere e scrivere erano 9.985, dei quali 5.637 maschi e 4.348 femmine.